# بارتوس سيليس
بارتوس سيليس (مواليد 29 مارس 1999) هو لاعب كرة قدم بولندي يلعب في مركز خط الوسط في نادي ليغيا وارسو.

## روابط خارجية
- بارتوس سيليس على موقع الاتحاد الأوربي (الإنجليزية)
- بارتوس سيليس على موقع الدوري الأمريكي (الإنجليزية)
- بارتوس سيليس على موقع قاعدة بيانات كرة القدم.إي يو (الإنجليزية)
- بارتوس سيليس على موقع ناشيونال فوتبول تيمز (الإنجليزية)
- بارتوس سيليس على موقع Soccerway.com (الإنجليزية)
- بارتوس سيليس على موقع عالم كرة القدم.نت (الإنجليزية)